# IFK Ore
Der IFK Ore (schwedisch: Idrottsföreningen Kamraterna „Sportvereinigung Die Kameraden“) ist ein 1979 gegründeter schwedischer Eishockeyklub aus Furudal. Die Mannschaft spielt in der Division 3.

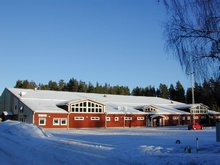
Spielstätte des IFK Ore, das Furudals Hockeycenter

## Geschichte
IFK Ore wurde 1979 gegründet. Erstmals trat die Mannschaft in der Saison 1984/85 überregional in Erscheinung, als sie in der damals noch zweitklassigen Division 1 spielte, jedoch musste man den direkten Wiederabstieg hinnehmen. Nach über zwei Jahrzehnten im regionalen Eishockey, setzte sich der IFK Ore in der Saison 2009/10 in der Relegation durch und stieg in die mittlerweile drittklassige Division 1 auf. Dort konnte man sich in den folgenden Jahren zunächst etablieren. Nach mehreren Abstiegen spielt das Team nun aber in der fünftklassigen Division 3.

## Bekannte ehemalige Spieler
- Mike Danton